# Конкакафова лига нација
Конкакафова лига нација (енгл. CONCACAF Nations League) јесте међународно фудбалско такмичење које организују сениорске мушке репрезентације чланица савеза Конкакаф, регионалног управљачког тела Северне Америке, Централне Америке и Кариба. Турнир се одржава на датуме предвиђене за међународне пријатељске утакмице у Фифином међународном календару утакмица. Једнократни квалификациони турнир одржан је од септембра 2018. до марта 2019, а инаугурациони турнир је почео у септембру 2019.

## Историјат и формат такмичења
Турнир је најављен у новембру 2017. године. Подељен је на три нивоа лиге, А, Б и Ц, од по четири групе, са унапређењем и испадањем између лига на основу завршне позиције у групама. Победници група Лиге А улазе у нокаут такмичење са четири тима за титулу шампиона, док победници група из Лиге Б и Ц промовишу се у следећи ниво. У лигама А и Б, четири тима на дну група испадају у следећи нижи ниво. Турнир ће такође одредити које репрезентације ће се квалификовати за следеће издање Конкакафовог златног купа.
О предлозима формата се први пут званично расправљало на редовном XXXII Конкакафовом конгресу у Орањестаду, на Аруби, 8. априла 2017. године. Предлоге је Конкакаф потврдио 16. новембра 2017. године. Конкакафов председник Виктор Монтаљани изјавио је да је сврха такмичења да има редован распоред међународних утакмица за репрезентације, напомињући да неки тимови играју мање од 10 утакмица у четворогодишњем периоду и да им је потребно више такмичарских утакмица да би помогле развоју спорта.

## Трофеј
Трофеј Конкакафове лиге нација представљен је осам дана пре инаугурационог финала Лиге нација. Трофеј представља свих 41 Конкакафових национална асоцијација и направљен је од посребреног месинганог метала и сировог камена. Трофеј је тежак 8 kg и висок 52 cm.

## Сезоне
Свака сезона Конкакафове лиге нација обично се игра од септембра до новембра непарне године (фаза лиге) и јуна следеће парне године (финале Лиге нација Лиге А), што значи да је шампион Лиге нација крунисан сваке две године. Изузетак ће бити направљен у сезони 2022/23, када ће се лигашка фаза играти од маја до септембра 2022, због Фифиног светског првенства одиграног у Катару на крају године.

## Резултати финала
| 2019/20 Детаљи | САД | · Сједињене Државе | 3:2 (п. с. н.) | · Мексико | · Хондурас | 2:2 (5:4, пен.) | · Костарика |
| 2022/23 Детаљи |     |                    |                |           |            |                 |             |

### Успеси
| Репрезентација   | Победник  | Финалиста | Треће место | Четврто место |
| ---------------- | --------- | --------- | ----------- | ------------- |
| Сједињене Државе | 1 (2021*) |           |             |               |
| Мексико          |           | 1 (2021)  |             |               |
| Хондурас         |           |           | 1 (2021)    |               |
| Костарика        |           |           |             | 1 (2021)      |

* = домаћин